# Nokia Asha 300
Il Nokia Asha 300 è un feature phone della Nokia.
È stato presentato il 26 ottobre 2011 al Nokia World 2011 insieme ad altri tre modelli della serie Asha: il 200, il 201 e il 303. Questo terminale, considerato un entry level, è uscito in Italia nel novembre 2011 al prezzo di 119,99 €.